# Because I Want You
«Because I Want You» (en español Porque te deseo) es un sencillo de la banda inglesa Placebo, incluido en su disco Meds. Fue el primer sencillo de la banda en el Reino Unido, y tercero en todo el mundo. El vídeo, dirigido por Russel Thomas, es el primero del disco. En él aparece la banda en un concierto en Koko's Bar, una discoteca de Londres, ayudado de un público formado enteramente por fanáticos del grupo. La canción fue compuesta por Brian Molko diez años antes.